# 63. Kurentovanje (2023)
Kurentovanje 2023 je bil triinšestdeseti uradni ptujski karneval, med 11. in 21. februarjem, z enajstdnevnim dogajanjem, v organizaciji Zavoda za turizem Ptuj in sodelovanju z MO Ptuj.
Gre za enega najbolj prepoznavnih in mednarodno uveljavljenih karnevalov v Evropi, pa tudi širše. Od leta 2017 je Kurentovo obredje vpisano na seznam nesnovne kulturne dediščine UNESCO. Vsakoletni vrhunec je Mednarodna karnevalska povorka na pustno nedeljo, z povprečno 50.000 obiskovalci. 
Častni pokrovitelj Kurentovanja je bil Matjaž Han, minister za gospodarstvo, turizem in šport.

## Spored kurentovanja
Vsak večer med 12. in 20. februarjem so ob 18. uri v mestu nastopali tudi kurenti (koranti).

### Uvod v pustni čas
| Od   | Dogodek                      | Dan                                                                                   | Obisk        |
| ---- | ---------------------------- | ------------------------------------------------------------------------------------- | ------------ |
| 2001 | 23. kurentov (korantov) skok | Polnočno obredje ob ognju na Zokijevi domačiji v Budini (Svečnica – 2. na 3. februar) | 500 kurentov |

### Glavni tradicionalni dogodki
| Od                                  | Dogodek                               | Dan                       | Obisk     |
| ----------------------------------- | ------------------------------------- | ------------------------- | --------- |
| Etnografski in karnevalski sprevodi |                                       |                           |           |
| 1998                                | 26. otvoritvena etnografska povorka   | predpustna sobota (11.2.) | +15.000   |
| 2017                                | 7. dan kurentovih (korantovih) skupin | pustna sreda (15.2.)      | več tisoč |
| 2015                                | 8. nočni spektakel                    | pustni petek (17.2.)      | več tisoč |
| 1873                                | 10. mestni pustni korzo               | pustna sobota (18.2.)     | več tisoč |
| 2013                                | 10. mestni pustni korzo               | pustna sobota (18.2.)     | več tisoč |
| 1960                                | 63. mednarodna karnevalska povorka    | pustna nedelja (19.2.)    | +40.000   |
| 2011                                | 11. povorka otrok iz vrtcev           | pustni ponedeljek (20.2.) | N/A       |
| 1960                                | 63. pokop pusta                       | pustni torek (21.2.)      | več tisoč |

### Spremljevalni program
| Od   | Dobrodelni kuharski dogodek | Dan                       | Obisk |
| ---- | --------------------------- | ------------------------- | ----- |
| 2006 | 18. Obarjada                | predpustna sobota (11.2.) | 8.000 |

| Od   | Slikarstvo     | Slikarstvo         | Dan                       |
| ---- | -------------- | ------------------ | ------------------------- |
| 2009 | 15. Ex tempore | Likovna kolonija   | predpustna sobota (11.2.) |
| 2009 | 15. Ex tempore | Otvoritev razstave | pustna sobota (18.2.)     |

### Večerni prikaz ptujskih etnografskih likov
| V starem mestnem jedru med 17.00 in 20.00 |                                         |                       |
| 12.2.                                     | Pokači, Ruse                            | predpustna nedelja    |
| 13.2.                                     | Orači, Baba deda nosi                   | predpustni ponedeljek |
| 14.2.                                     | Cigani, Jürek in rabolj, Ploharji       | predpustni torek      |
| 16.2.                                     | Kopjaši, Piceki in kurike, Vile, Medved | pustni četrtek        |
| 20.2.                                     | Kurent (Korant)                         | pustni ponedeljek     |

## Glavni dogodki

### 23. Kurentov ali korantov skok (2.2.–3.2)
Zvonko Križaj (Matevž Zoki II) je hotel obuditi običaj iz otroštva, ko so si njegov oče in sosedje ob Svečnici točno ob polnoči, prvič nadeli zvonce.
Je obredni ples kurentov ob ognju, ki se zgodi vedno na Svečnico, točno ob polnoči na prehodu iz 2. na 3. februar, ki si ga je 2. karnevalski princ Matevž Zoki II. leta 2001 izmislil, oziroma obudil star običaj iz svojega domačega okoliša. Zato vse od tedaj na njegovi domačiji v Budini, nedaleč stran od Ptujske rance in tik pod Ptujskim jezerom, zdaj že tradicionalno vsako leto ta čas poteka ta dogodek. Na njem se zbere tudi več sto kurentov in je uvod (čeprav neuraden) v celotno pustno dogajanje, saj je to povsem samostojen in ločen ljudski dogodek, ki ni povezan z uradnim karnevalom. Za ta dogodek je značilno, da si kurenti ne nadenejo kožuha in maske, gor si dajo le zvonce, ježevke in gamaše. Letos se je zbralo 500 kurentov.

### 26. Otvoritvena etnografska povorka (11.2)
Medcelinsko srečanje etnografskih pustnih likov poteka že od leta 1998, zmeraj na predpustno soboto dopoldan ob 11. uri, kot otvoritvena povorka v 11 dnevno karnevalsko pustno dogajanje. Na njem nastopajo samo tradicionalni etnografski pustni liki iz več evropskih držav. Poleg naših domačih likov kot so kurenti (koranti), baba nosi deda, pokači, ploharji, ruse, piceki, nagajivi medved, orači, vile in pustni plesači, nastopajo še tradicionalne pustne šeme iz tujine kot so Avstrija, Italija, Severna Makedonija, Bolgarija, Hrvaška itd. Letos se je zbralo več kot 15.000 ljudi.

### 18. Obarjada (11.2)
Od 2006 se na predpustno soboto, na pobudo Slavka Visenjaka iz Perutnine Ptuj, istočasno z otvoritveno etnografsko povorko na Novem trgu (prej na dvorišču Ptujske kleti, Minoritskega samostana in Mestne tržnice) odvija dobrodelna piščančja "Obarjada", kjer vsako leto kuhajo obaro, ki jo vsako leto organizira Lions klub. Izkupiček od prodaje več tisoč prodanih obar gre v dobrodelne namene, prvotno namenjen slepim in slabovidnim.
Letošnjo Obarjado na kateri se je pomerilo 26 ekip, je obiskalo rekordnih 8.000 obiskovalcev, kateri so zbrali 13.139 evrov prostovoljnih prispevkov. Če pa k temu znesku prištejemo še donacije letošnjih ekip, so skupno zbrali neverjetnih 30.000 evrov. Največ donacij s prispevki so zbrale ekipa Perutnine Ptuj (1.818,00 evrov), Talum Kidričevo (1.257,00 evrov) in Kmetijska Zadruga Ptuj (854,00 evrov).

### 7. Dan kurentovih skupin (15.2.)
Dan kurentovih (korantovih) skupin je relativno nov, poteka šele od leta 2017, na pustno sredo in ga organizira Zveza društev kurentov. Gre izključno za večerni nastop kurentov, ko se v starem mestnem jedru zbere na stotine kurentov. Letos je bilo 800 kurentov in na tisoče obiskovalcev.

### 8. Nočni spektakel (17.2.)
Magični nočni spektakel poteka od leta 2015, na pustni petek. Na njem nastopajo le demonske maske kot so krampusi, hudiči, parklji, zombiji itd...

### 10. Mestni pustni korzo (18.2.)
Mestni pustni korzo redno poteka šele od leta 2013 na pustno soboto, saj so ga po dolgem času obudili na 140. obletnico prvega zabeleženega ptujskega mestnega korza iz leta 1873. Na njem nastopajo zgolj gosposki meščani in dame, precej podobno Beneškim maskam.

### 63. Mednarodna karnevalska povorka (19.2.)
Osrednja mednarodna karnevalska povorka je vrhunec vsakoletnega kurentovanja, ki poteka na pustno nedeljo popoldan. Na njej pa nastopa po več tisoč etnografskih in ostalih pustnih mask, tako domačih kot številnih šem iz ostalih evropskih držav, najboljše maske pa so tudi nagrajene. Na njej se zbere v povprečju 50.000 obiskovalcev iz vseh koncev Slovenije, pa tudi iz tujine. To je ena največjih in najpomembnejših povork v Evropi in svetu. V letu 2011 pa se je na glavni mednarodni nedeljski povorki zbralo kar 65.000 ljudi, absolutni rekord, ki še do danes ni bil presežen.
19. februarja, na pustno nedeljo, se je povorka ob 13. uri začela pri gasilskem domu Ptuj in zaključila ob 16. uri pri MIheličevi galeriji. Na tej povorki je nastopilo skupaj 35 etnografskih in karnevalskih skupin. Vsega skupaj kar 2500 mask, od tega 759 kurentov. Letos se je zbralo uradno "le" preko 40,000 gledalcev, neuradno pa po res nepopisni gneči najbrž še mnogo več.
| ETNOGRAFSKI DEL; - 1. Pihalni orkester Ptuj (na čelu povorke) - 2. Princ Hinko Sodinski, Plemeniti Gall - 3. Pokači (Župečja vas) - 4. Kopjaši (Markovci) - 5. Vile (Markovci) - 6. Jürek in Rabolj (Dolena) - 7. Pokači (Tržec) - 8. Ploharji (Cirkovce) - 9. Piceki in kurike (Nova vas pri Markovcih - 10. Pokači (Pobrežje, Videm) - 11. Orači (Dornava) - Orači (Podvinci) - Orači (Zgornji Leskovec) - Orači (Podlehnik) - Orači, Baba deda nosi (Mali Okič) - 12. Tlačani (Spuhlja) - 13. Ruse (Ptuj - Center) - 14. Kurenti in koranti (skupaj kar 759) - 15. Dornavski cigani (TED Lükari Dornava) | KARNEVALSKI DEL; - 16. Sladkoslančki (OŠ Olga Meglič) - 17. Živalski karneval (OŠ Mladika) - 18. Krampusi (Žetale) - 19. Minioni (Burghausen) - 20. Survakarji (Pernik) - 21. Lola (Transilvanija) - 22. Čarojice (Banja Luka) - 23. Bavarci-Oktoberfest (Pihalna godba Markovci) - 24. Veseli klovni (Ptuj) - 25. Mühaste mühe (Društvo Kocil, Zgornji Leskovec) - 26. Klovni (Moškanjci) - 27. Šumarji (Njiverce) - 28. Primule (Juršinci) - 29. Skrbni medvedki (Bukovci) - 31. Črički (Sodinci) - 32. Kasete (Spuhlja) - 33. Marionete na potepu (Mala vas, Gorišnica) - 34. Zlohotnice (KUD Maska) - 35. Indijska poroka (mladina Bukovci) |  |

### 11. Povorka otrok iz vrtcev (20.2.)
Trasa; ŠC Ptuj Vičava (start) – Muzejski trg – Prešernova – Slovenski trg – Murkova – Mestni trg – Krempljeva ulica – Minoritski trg – Dravska (cilj)
Na pustni ponedeljek je bila 10. uri po mestu, po dveh letih premora zaradi pandemije, že 11. izvedba vseslovenske povorke vrtcev. Na vabilo se je odzvalo 21 vrtcev iz vseh koncev Slovenije, na kateri se je sprehodilo kar 1.150 malih maškar, skupaj z spremljevalci pa kar 1.320 udeležencev.
Najmlajši iz ptujskega vrtca so prikazali svoje mesto skozi različna obdobja (Kelti, Rimljani in vestalke, Ptujski vitezi in grajska gospoda, Barok na Ptuju), z etnografskimi liki pa so obeležili letošnjo 130-letnico Pokrajinskega muzeja Ptuj-Ormož. Navdušili so našemljeni kot mini etnografski liki (kurenti, ruse, vile, pokači, kopjaši...). Prikazali so celo »spopad« med Jürekom in Raboljem ter poželi velik aplavz obiskovalcev.
- Gasilci (vrtec Cirkovce)
- Mavrica (vrtec Videm pri Ptuju)
- Naslikana pomlad (vrtec Gorišnica)
- Razigrani travnik (vrtec Dornava)
- Znanstveniki (vrtec Cirkulane)
- Pisana strašila (vrtec Hajdina)
- Srednjeveški grad Lehnik (vrtec Podlehnik)
- Vrtec Sveti Tomaž

–Dan oz. noč (modra igralnica)
–Regratove lučke (zelena igralnica)
- Snežinke (vrtec Kidričevo)
- Gusarji (vrtec Markovci)
- Vrtec Ljubljana
- Vrtec Maribor
- Vrtec Mozirje
- Vrtec Korena
- Vrtec Škofljica
- Vrtec Ljutomer
- ... in še ostali vrtci

### 63. Pokop pusta (21.2.)
Pokop pusta poteka na pustni torek, kot pred mestno hišo s sežigom tudi uradno pokopljejo pusta. Sredi poldneva se na Ptuju zapre večino uradov in trgovin, številni Ptujčani pa se našemljeni podajo na ulice nabito polnega starega mestnega jedra, kjer cel dan ob dobri glasbi rajajo do jutra.

## Karnevalska dvorana
Med 3.–19. februarjem 2023 je v karnevalski dvorani Campus (ločeno od etnografskih in karnevalskih sprevodov) potekal komercialni del z različnimi glasbenimi izvajalci (a ne več vsakodnevno), otroškimi povorkami, tradicionalno študentsko zabavo Kurentanc in veliko pustno sobotno zabavo.

### Arena Campus Sava Ptuj
| Datum | Vsi nastopajoči                                    | Dan               |
| ----- | -------------------------------------------------- | ----------------- |
| 3.2.  | ↓ OTVORITVENI KONCERT (ob 20. uri) ↓               | petek             |
| 3.2.  | Ceca + predskupina + DJ                            | petek             |
| 3.2.  | Ceca + Supporting act + DJ                         | petek             |
| 4.2.  | ↓ ROCK VEČER (ob 20. uri) ↓                        | sobota            |
| 4.2.  | Siddharta, Leteči odred in DJ                      | sobota            |
| 10.2. | ↓ GALAMA VEČER (ob 20. uri) ↓                      | petek             |
| 10.2. | Mambo Kings in Dražen Zečić                        | petek             |
| 11.2. | ↓ SLOVENSKI VEČER (ob 20. uri) ↓                   | sobota            |
| 11.2. | Polkaholiki, Saša Lendero in Kingston              | sobota            |
| 14.2. | ↓ VALENTINOV KONCERT (ob 20. uri) ↓                | predpustni torek  |
| 14.2. | Tomislav Bralić in Klapa Intrade                   | predpustni torek  |
| 15.2. | ↓ OTROŠKA ZABAVA (ob 16. uri) ↓                    | pustna sreda      |
| 15.2. | Čuki in Ribič Pepe                                 | pustna sreda      |
| 17.2. | ↓ KURENTANC (ob 20. uri) ↓                         | pustni petek      |
| 17.2. | Magnifico, Rok 'n' Band in David Nyx               | pustni petek      |
| 18.2. | ↓ PUSTNA SOBOTA (ob 21. uri) ↓                     | pustna sobota     |
| 18.2. | Jasmin Stavros, Natalija Verboten, Gadi in Buryana | pustna sobota     |
| 19.2. | ↓ PUSTNA NEDELJA ↓                                 | pustna sobota     |
| 19.2. | Chicas, Smile in Petkova pumpa                     | pustna sobota     |
| 20.2. | ↓ VELIKA OTROŠKA MAŠKERADA ↓                       | pustni ponedeljek |

## Pokrovitelji
Pod pokroviteljstvom U.N.E.S.C.O. svetovne nesnovne kulturne dediščine.

### Glavni deležniki in organizatorji
- Mestna občina Ptuj
- Zavod za turizem Ptuj
- FECC
- Svet princev karnevala
- Zveza društev kurentov
- Javne službe Ptuj
- Komunala Ptuj
- I Feel Slovenia

### Partnerji
| - Adriaplin - Perutnina Ptuj - NLB Skupina - Cestno podjetje Ptuj - Dravske elektrarne Maribor (DEM) - Talum - Ptujska klet - Mercator - McDonald's - PSS Ptuj d.o.o. - Admiral Casinos | - Telemach - Jager - arriva - Intera - ekoLUX - Gostilna Ribič - Ptujske pekarne - IVD - Sava Hotels & Resorts - Drava d.o.o. (vodno gospodarsko podjetje) - Telekom Slovenije |  |

## Nagrade
Ocenjevalno žirijo so sestavljali Mitja Gjurašek in Sanja Veličković, oba modna kreatorja, ter zgodovinarka Marija Hernja Masten.
Za najboljšo karnevalsko masko mednarodne povorke se ocenjuje izvirnost, izdelava mask, nastop in številčnost.

### Karnevalske skupine
|            | Nastopajoči       | Točke   |
| ---------- | ----------------- | ------- |
| 1. nagrada | »Šumarji«         | 58 točk |
| 2. nagrada | »Indijska poroka« | 57 točk |
| 3. nagrada | »Črički«          | 51 točk |

## Etnografski liki
Avtohtoni etnografski liki iz Ptujskega polja, Dravskega polja ter z območja Haloz:
| - "Kurent" ali "Korant" (glavni etnografski lik) - "Pustni plesači" (Pobrežje, Videm) - "Pokači" (za srečo in blagostanje) - "Ploharji" (za čaranje plodnosti) - "Orači" (zarišejo magični krog) - "Hudič" (bojte, bojte, prihaja) - "Kopjaš" (ženitni lik) - "Cigani" (Dornava) | - "Moža išče kopanja" (slamnata nevesta) - "Kurike in piceki" (za dobro letino) - "Nagajivi medved" (Ptujsko polje) - "Baba deda nosi" (duhovi rajnih) - "Jürek in rabolj" (Haloze) - "Vile" (Zabovci) - "Ruse" (Ptujsko polje) |  |

## 18. Princ karnevala
Vitez Hinko Sodinski, plemeniti Gall, je ob uradni otvoritvi pusta (11.2.) od županje prejel ključe mestne hiše in za 11 dni prevzel oblast v mestu.

## Novostǃ Kurentova hiša
3. februarja 2023, so na Murkovi ulici v strogem starem mestnem jedru, čisto zraven ptujskega mestnega gledališča, odprli "Kurentovo hišo". Hiša predstavlja in postavlja kurenta/koranta na pomembno mesto v njegovi zgodovini Je plod prizadevanj društev, ki ohranjajo tradicijo kurenta/koranta in njegovega obredja. Idejni pobudnik in realizator Kurentove hiše je Zveza društev kurentov, ki združuje 25 društev s prek 1.100 člani.

## Trasa

### Otvoritvena etnografska povorka (11.2.)
- Muzejski trg (start) – Prešernova – Slovenski trg – Slomškova – Miklošičeva – Mestni trg – Krempljeva – Minoritski trg – Dravska –
Miheličeva galerija (zaključek)

### Mednarodna karnevalska povorka (19.2.)
- Potrčeva (start) – križišče Kivi – Trstenjakova – Vinarski trg – Lackova – Mestni trg – Krempljeva – Minoritski trg – Miheličeva galerija (zaključek)

### Povorka otrok iz vrtcev (20.2.)
- Muzejski trg (start) – Prešernova – Slovenski trg – Murkova – Mestni trg – Krempljeva – Minoritski trg – Dravska – Miheličeva galerija (zaključek)

## Bližnji etnografski fašenki
Z izjemo Cirkovcev, kjer je bil fašenk uradno organiziran tudi med koronskima letoma, so se ostali prireditelji uradno vrnili po treh letih premora.

### V okolici Ptuja
| #   | Povorka         | Dan               | Od   |
| --- | --------------- | ----------------- | ---- |
| 30. | Markovci        | pustna sobota     | 1992 |
| 31. | Cirkovci        | pustni torek      | 1993 |
| 28. | Cirkulane       | pustna sobota     | 1994 |
| 26. | Videm pri Ptuju | pustni ponedeljek | 1996 |
| 22. | Majšperk        | pustna sobota     | 2000 |